# Mausoleum der Grafen von Wied-Runkel

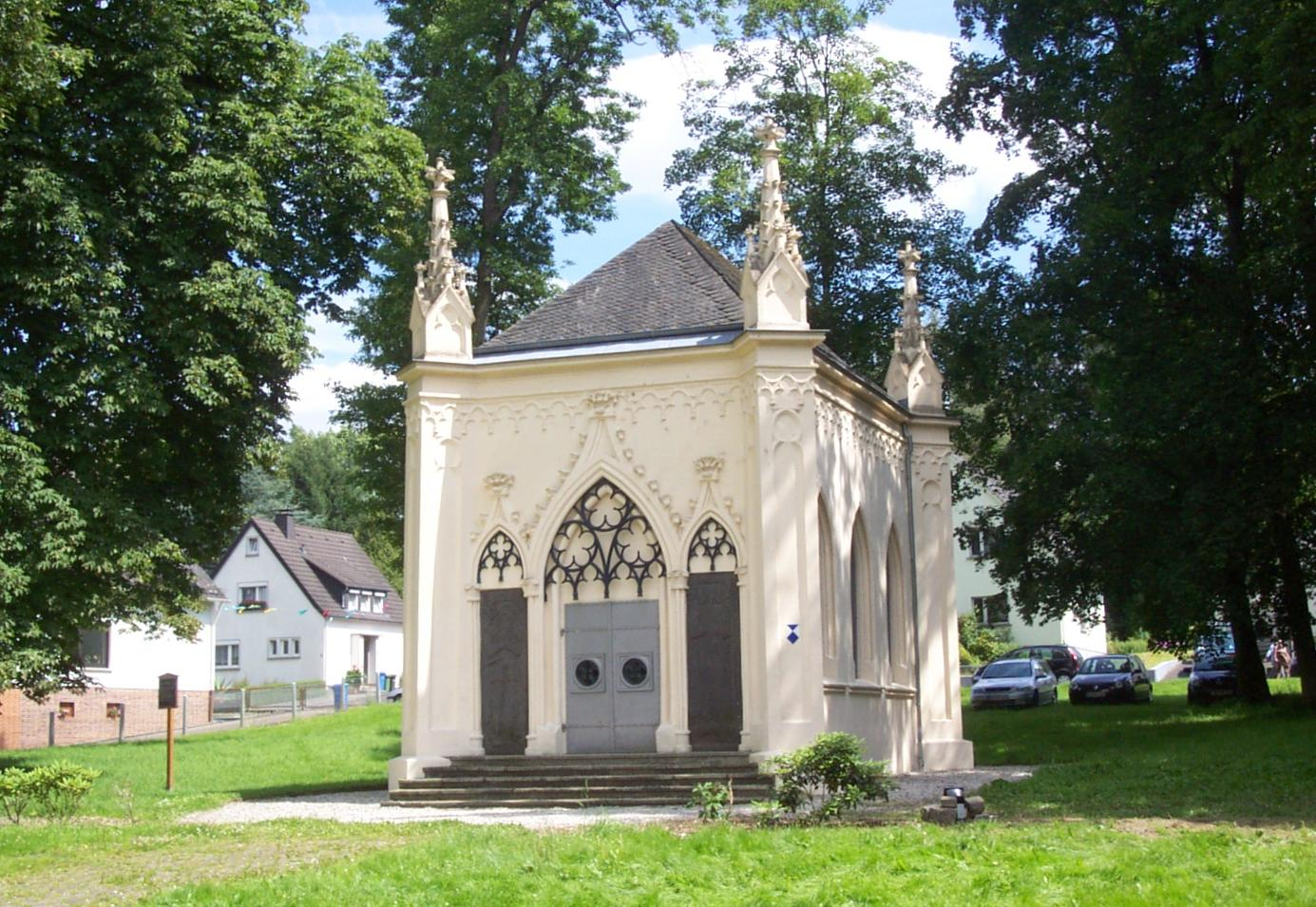
Dierdorf, Mausoleum

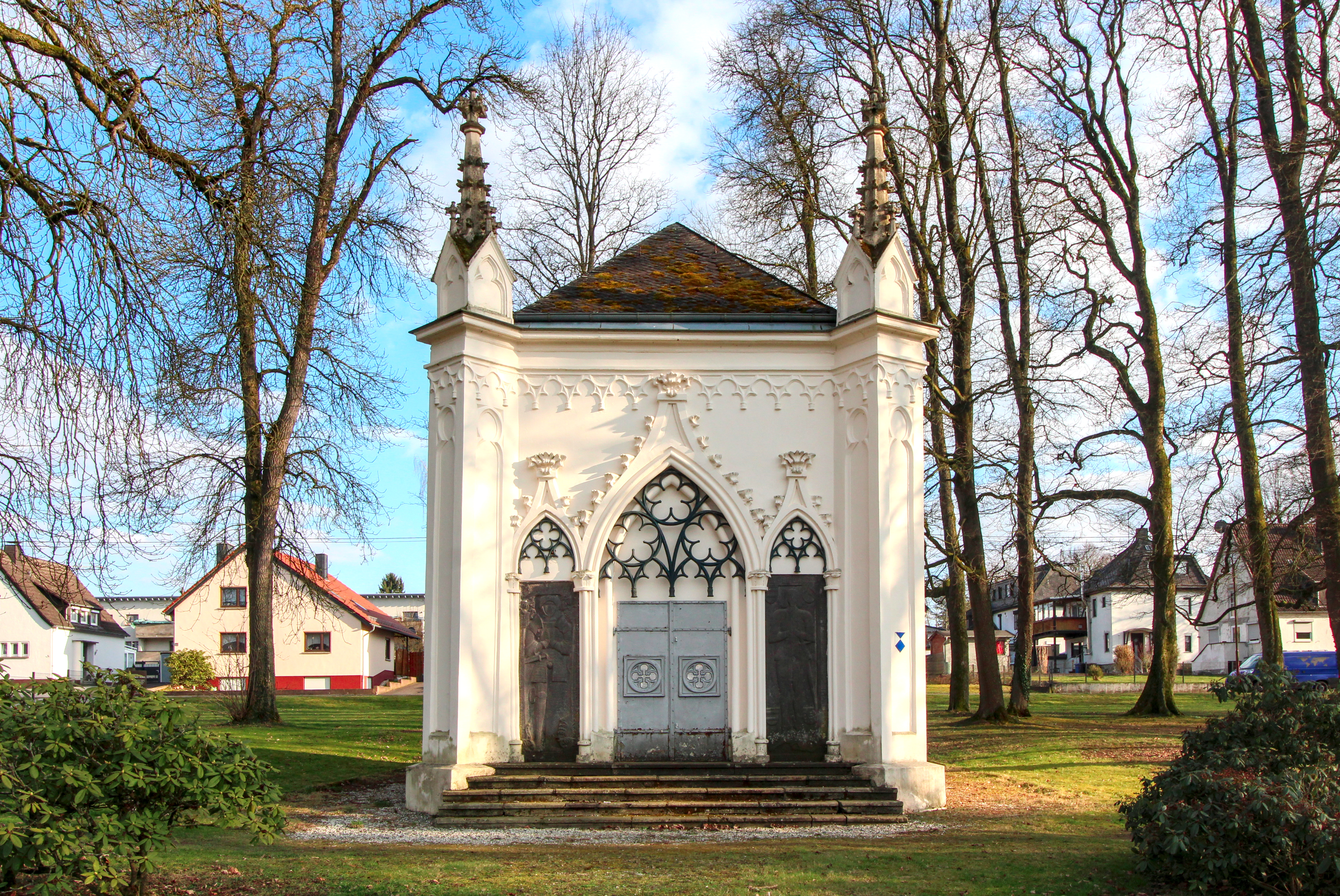
Frontansicht

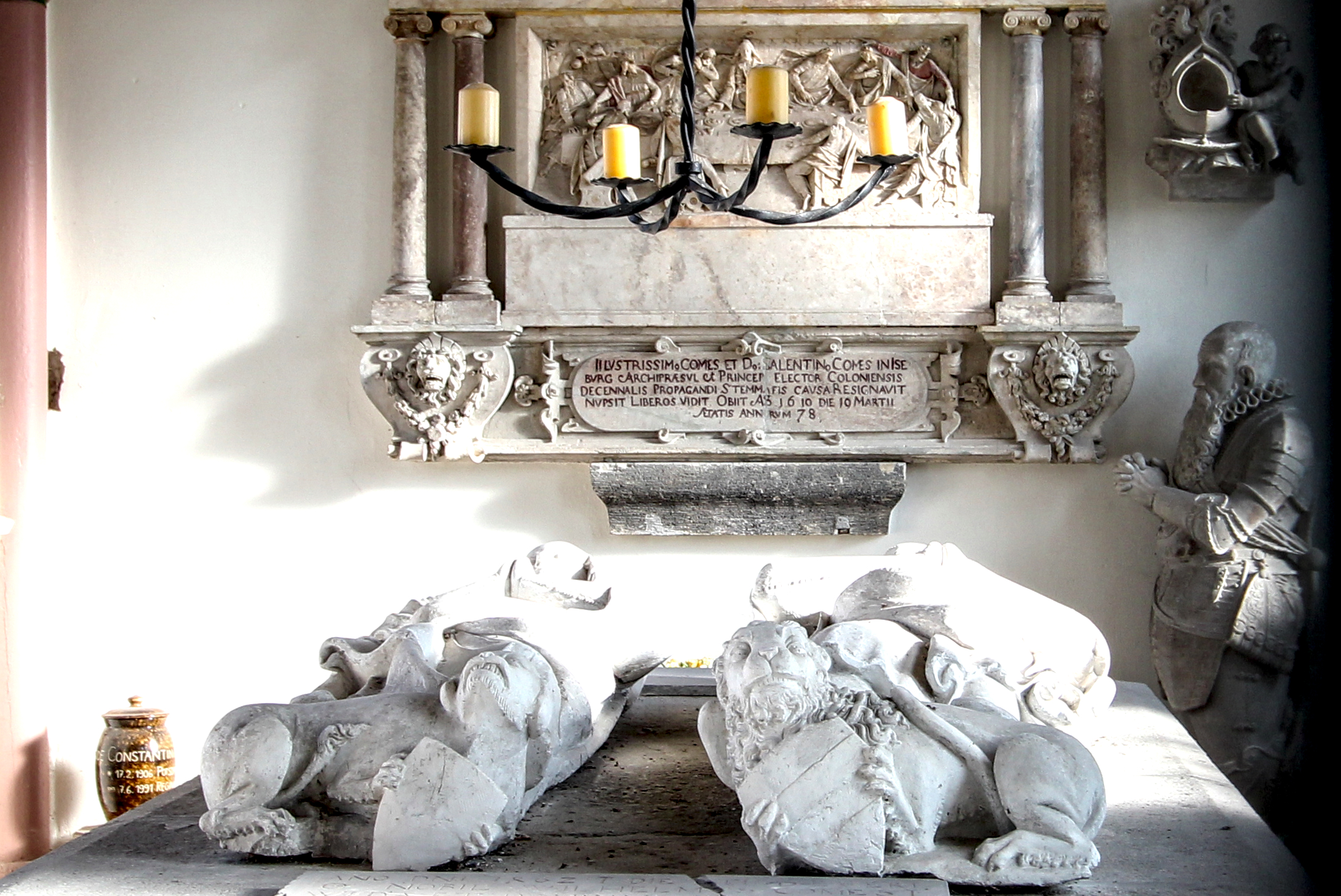
Innenraum des Mausoleums

Das Mausoleum der Grafen von Wied-Runkel in Dierdorf ist eine Grabstätte des ehemaligen Fürstenhauses zu Wied-Runkel und wurde nach 1816 von Fürst Karl Ludwig Friedrich Alexander zu Wied-Runkel im neugotischen Stil erbaut. Es diente auch zur Aufbewahrung der Grabmäler seiner Vorfahren. Das Mausoleum steht im ehemaligen Schlosspark in Dierdorf im Landkreis Neuwied. Das Gebäude steht unter Denkmalschutz.

## Hintergründe
Seit dem 11. Jahrhundert bestand das Adelsgeschlecht der Grafen von Wied. Im Laufe seiner Geschichte gab es mehrere Teilungen und Wiedervereinigungen der Grafschaft. Ende des 18. Jahrhunderts wurden die Grafen von Wied-Neuwied (1784) und von Wied-Runkel (1791) in den Fürstenstand erhoben.
Aufgrund der Rheinbundakte von 1806 gingen die beiden Fürstentümer an das Herzogtum Nassau. Aufgrund der während des Wiener Kongresses verabschiedeten Deutschen Bundesakte wurden die Fürsten Johann August Karl zu Wied (1779–1836) und sein Vetter Karl Ludwig Friedrich Alexander zu Wied-Runkel (1763–1824) zu Standesherren, denen verschiedene Rechte als souveräne Fürsten zugebilligt wurden.
Die Begräbnisstätten einiger Vorfahren der Fürsten befanden sich in der Abtei Rommersdorf und im Stift St. Florin in Koblenz, die im Rahmen der Säkularisation aufgelöst und profanen Zwecken zugeführt wurden.

## Baugeschichte
Der Text auf der Marmorplatte am Sarkophag des Fürsten lautet:

„Hier ruhen die irdischen Überreste des Fürsten Karl Ludwig Friedrich Alexander von Wied-Runkel, geboren den 29. September 1763, gestorben den 9. März 1824. Er errichtete diese Kapelle, um das Andenken seiner Vorfahren durch Aufstellung der vorgefundenen Standbilder zu ehren, und ruhet jetzt hier, umgeben von denselben, in den selbst geschaffenen Gartenanlagen, wo er schon lebend gerne verweilte.“

Die Literatur hat über den Zeitraum der Bauzeit unterschiedliche Angaben. Der Baubeginn war demnach zwischen 1816 und 1818. Auch ist unklar, ob der Fürst zu Wied-Runkel der einzige Initiator war, so wie die Grabplatte es vermittelt.
Im „Fürstlich Wiedischen Archiv“ in Neuwied existieren Dokumente, wonach der Fürst zu Wied-Neuwied sich 1816 in einem Schreiben an den Oberrepräsentanten der zu der Zeit neuen preußischen Regierung in Koblenz wandte, um alte Grabmale und Monumente der Familie vor der Zerstörung zu sichern. Die Kirche der Abtei Rommersdorf war inzwischen ein Pferdestall, das Stift St. Florin ein Schlachthof geworden. Aus dem Schriftwechsel geht weiter hervor, dass ein Grabmal bei der Zusammenführung zerstört und nicht in das Mausoleum überführt wurde. In der Koblenzer Florinskirche gab es ein „Denkmal aus grauem Stein für einen Kurfürsten von Trier aus dem Hause Isenburg“. Es war vermutlich das Grabmal des Kurfürsten Johann V. von Isenburg (1547–1556).

## Baubeschreibung
Das Mausoleum in Dierdorf ist nach dem Handbuch der Deutschen Kunstdenkmäler Rheinland-Pfalz und Saarland von Georg Dehio „eines der ersten Denkmäler des ‚altdeutschen Stils‘ im Rheinland“.
Das Mausoleum, ein dreijochig gewölbter Rechteckbau aus verputztem Backstein in den Formen der frühen Neugotik, ist auf einer Grundfläche von 5,35 auf 8 m errichtet. Die diagonal gestellten Strebepfeiler an den Ecken laufen in krabbenbesetzten Fialen aus, bei denen die Kreuzblumen fehlen. Unter dem Gesims verläuft ein Spitzbogenfries um das ganze Gebäude, dessen schiefergedecktes Walmdach hinter das Gesims zurückgezogen ist. Die sechs dreibahnigen Fenster laufen in Vierpässen aus. Das Maßwerk über dem Eingang und die Fensterrippen bzw. -sprossen sind aus Gusseisen.
Im hinteren Teil des Raumes befindet sich die Gruft, in der elf Mitglieder des Hauses Wied-Runkel bestattet sind.
Im Herbst 2000 wurde das Mausoleum grundlegend saniert.

## Die Grabmale
Das Mausoleum beherbergt Grabmonumente aus dem ehemaligen Prämonstratenserkloster Rommersdorf, der ehemaligen Wallfahrtskapelle Hausenborn bei Isenburg und der ehemaligen Stiftskirche St. Florin in Koblenz.
- In der Mitte des Raumes steht eine große Tumba, an der vorne eine Grabplatte aus Marmor angebracht ist und den Erbauer des Mausoleums, Fürst Karl Ludwig Friedrich Alexander von Wied-Runkel nennt. Die Marmorplatte ist irgendwann zerbrochen, wie die Risse es zeigen.
- Auf der Tumba liegen zwei lebensgroße Figuren aus feinkörnigem Sandstein, die vermutlich den Grafen Wilhelm II. von Wied und Herr in Isenburg, gestorben am 23. Oktober 1462, und seine Gemahlin Philippe von Heinsberg, gestorben am 25. Januar 1472, darstellen. Beide waren ursprünglich in der Abtei Rommersdorf beigesetzt. Die Figuren sind ohne die Fußstützen 1,77 bzw. 1,60 m groß. Zu Füßen der Figuren ist eine Marmorplatte in den Tumbadeckel mit den Namen und Sterbedaten der beiden eingelassen. Ursprünglich war an dieser Stelle eine Bronzeplatte angebracht, die nach einem Einbruchsversuch im 19. Jahrhundert in das Schloss Neuwied gebracht und durch die Marmorplatte ersetzt wurde.
- An der Rückwand ist ein ebenfalls aus Rommersdorf stammendes Grabdenkmal angebracht, es ist das Epitaph für Graf Salentin VII. von Isenburg-Grenzau, der von 1567 bis 1577 Erzbischof und Kurfürst des Erzbistums Köln war und am 19. März 1610 starb. Je zwei ionische Säulen rahmen das Mittelfeld ein, ein Alabasterrelief mit einer Abendmahlsdarstellung. Das Bildwerk ist 56 cm hoch, 127 cm breit und 6 cm tief. Über dem Architrav sind drei weitere Reliefs angebracht, links ist die Anbetung der Könige zu sehen, rechts Christi Geburt. Die mittlere Tafel zeigt die Auferstehung Christi. Seitlich sind zwei Wappen in den Farben der Herren zu Isenburg-Grenzau angebracht. Unter der Abendmahlsdarstellung befindet sich eine Textplatte mit einer Inschrift in Latein, aus der auch hervorgeht, dass Salentin dem Bischofsamt entsagte, um zu heiraten und sein Geschlecht fortzupflanzen.
- Rechts vor dem Epitaph steht eine Figur, die Salentin kniend in einer prunkvollen Ritterrüstung zeigt. Salentins Grabmal wurde 1824 von Rommersdorf geholt, die Überreste der Gebeine in die Evangelische Kirche in Niederbieber überführt.
- An der Innenwand zu beiden Seiten des Eingangs befinden sich die Grabsteine der in Rommersdorf beigesetzten Brüder des Grafen Friedrich I. von Wied, Herr zu Isenburg und Runkel († 1487), dem Gründer dieser Seitenlinie. Rechts vom Eingang Graf Wilhelm I. von Runkel und Isenburg, gestorben 25. Dezember 1489; links vom Eingang Graf Johann von Wied, Runkel und Isenburg, gestorben 28. Mai 1524.
- Außen, rechts vom Eingang, ist das Grabmal des Grafen Gerlach III. von Isenburg-Grenzau, gestorben 1530, eingemauert. Gerlach war der Großvater von Salentin VII. Das Grabmal befand sich ursprünglich in Hausenborn.
- Außen, links vom Eingang, befindet sich der die Figur eines betenden Ritters zeigende Grabstein des Grafen Philipp von Wied-Runkel, gestorben 1. Juli 1535.